# Standardna biblioteka
Standardna biblioteka programskog jezika je biblioteka koja je dogovorno dostupna u svakoj implementaciji jezika. U nekim je slučajevima standardna biblioteka izravno opisana u specifikaciji programskog jezika, dok je u drugim slučajevima sadržaj standardne biblioteke određen neformalnijim socijalnim praksama zajednice.
Ovisno o konstruktima dostupnim u jeziku domaćinu, standardna biblioteka može uključivati:
- potprograme
- makroe
- globalne varijable
- klase
- predloške

Većina standardnih biblioteka uključuje definicije barem sljedećih uobičajeno korištenih konstrukata:
- algoritama (poput npr. algoritama sortiranja)
- podatkovnih struktura kao što su lista, stabla te tablice raspršenog adresiranja).
- interakciju s udomljujućom platformom, uključujući ulaz/izlaz te sistemske pozive operacijskog sustava

Filozofije dizajna standardne biblioteke naširoko variraju. Na primjer, Bjarne Stroustrup, dizajner programskog jezika C++, piše:
Što bi trebalo biti u standardnoj C++ biblioteci? Jedan od ideala bi za programera bio da u biblioteci može naći svaku zanimljivu, važnu i razumno općenitu klasu, funkciju, predložak itd. U drugu ruku, pitanje ovdje nije "Što bi trebalo biti u nekoj biblioteci?", već "Što bi trebalo biti u standardnoj biblioteci?". Odgovor "Sve!" je razumna prva aproksimacija odgovora na prvo pitanje, ali ne i na drugo. Standardna biblioteka je nešto što svaka implementacija mora učiniti dostupnim tako da bi se programer na nju mogao osloniti.
Ovo vodi ka relativno maloj standardnoj biblioteci, koja sadrži samo konstrukte koje "svaki programer" može ustrebati prilikom gradnje šireg spektra softvera.
S druge strane, Guido van Rossum, dizajner programskog jezika Python, je prihvatio nešto uključiviju verziju standardne biblioteke; u Python tutorialu on piše:
Python ima filozofiju "baterije uključene". Ovo se najbolje vidi kroz sofisticirane i robusne mogućnosti većih paketa.
Van Rossum nastavlja nabrajati standardne biblioteke za XML, XML-RPC, poruke elektroničke pošte, lokalizaciju te ostale komponente koje C++ stanardnoj biblioteci nedostaju.